# The Boondock Saints II: All Saints Day
 The Boondock Saints II: All Saints Day és una pel·lícula estatunidenca dirigida per Troy Duffy, estrenada el 2009.

## Argument
Els germans Connor i Murphy MacManus porten una vida silenciosa i amagada a Irlanda amb el seu pare, lluny de les seves anteriors vides, fins a un dia que s'assabenten de l'assassinat d'un amic capellà a Boston. Els germans tornen a Boston per fer justícia. Tindran al darrere la sexy agent federal Eunice Bloom.

## Repartiment
- Julie Benz
- Sean Patrick Flanery
- Clifton Collins Jr.
- Norman Reedus
- Billy Connolly
- Judd Nelson
- David Della Rocco
- Peter Fonda
- Brian Mahoney
- Daniel DeSanto
- Joris Jarsky
- David Ferry